# Giovanni Battista Scapin
Giovanni Battista Scapin, talvolta nominato Gio Batta Scapin o Tista Scapin, (Padova, 18 aprile 1876 – La Spezia, 21 dicembre 1935) è stato un ammiraglio italiano.

## Biografia
Nato a Padova in data 18 aprile 1876, venne ammesso all'Accademia navale di Livorno nel 1891, conseguendo la nomina a guardiamarina nel 1896. Nominato tenente di vascello, trascorse gli anni 1903-1904 in Cina, imbarcato sugli incrociatori Vettor Pisani e San Marco. Rimpatriato, fu aiutante di bandiera del comandante della piazza di Taranto, e successivamente del comandante in capo del Dipartimento militare marittimo di Spezia.
Prese parte alla Guerra italo-turca al comando della nave ausiliaria Volta.
Nel corso della prima guerra mondiale ebbe, nei primi mesi del conflitto, il comando di torpediniere impegnate nello scacchiere del basso Adriatico. Successivamente alla nomina a capitano di corvetta avvenuta nell'agosto del 1915, fu al comando del rimorchiatore d'alto mare Atlante, impegnato nel Tirreno contro l'attività di rifornimento dei sommergibili nemici. Nell'ottobre 1915 venne trasferito al bordo dell'ariete torpediniere Piemonte come comandante in seconda, nave impiegata in Egeo ed aggregata alla squadra britannica in operazioni di bombardamento contro costa.
Fu al comando del cacciatorpediniere Granatiere, dell'incrociatore torpediniere Montebello e della 11ª Squadriglia Torpediniere costiere. Per le attività svolte con la Squadriglia nel corso del 1917, in particolare durante il ripiegamento della linea dell'Isonzo, gli fu conferita la Medaglia d'argento al Valor Militare.
Promosso capitano di fregata nel novembre 1917, assunse servizio presso il Dipartimento militare marittimo di Venezia e, nel maggio 1918, fu nominato comandante della Flottiglia MAS dell'Alto Adriatico, con la quale condusse numerose missioni di guerra, tra cui il forzamento della base austroungarica di Pola il 14 maggio 1918, che gli valse la seconda Medaglia d'Argento al Valor Militare, e l'avvicinamento del mezzo d'assalto "mignatta" con la quale fu affondata la corazzata austriaca Viribus Unitis (Impresa di Pola) la notte del 1º novembre 1918. Per tale ultima azione fu decorato della croce di cavaliere dell'Ordine militare di Savoia.
Ricevette una terza Medaglia d'Argento al Valor Militare per altre incursioni lungo la costa nemica compiute tra il maggio e l'ottobre 1918.
Al termine della guerra, nel periodo 2 dicembre 1920 - 12 marzo 1923 fu comandante dell'Aeronautica dell'Alto Tirreno e, promosso capitano di vascello nel 1923, fu capo di SM del comando in capo dell'Alto Adriatico a Venezia dal 6 agosto 1924 al 21 ottobre 1925. Quindi fu comandante degli esploratori Ancona (1927-28) e Taranto dal 15 marzo 1928 al 1º ottobre 1929.
Fu tra i primi primi alti ufficiali della Regia Marina ad iscriversi al Partito Nazionale Fascista (1º novembre 1924).

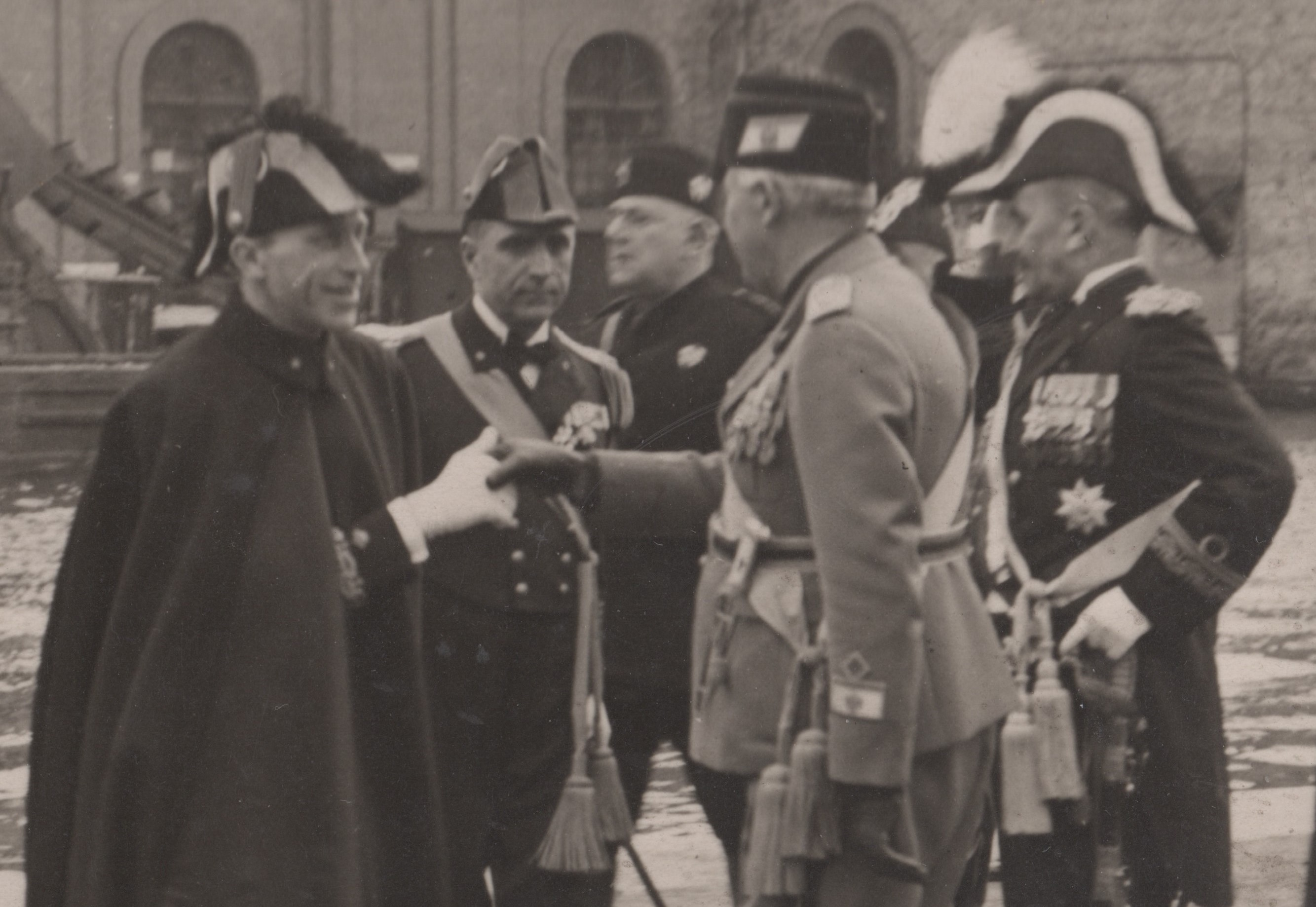
Scapin, Ammiraglio di divisione (all'estrema destra nella foto), saluta il Duca di Genova, Ferdinando di Savoia.

Nominato contrammiraglio, ricoprì per quattro anni l'incarico di Capo di Gabinetto del Ministero della marina, con Giuseppe Sirianni Sottosegretario alla Marina. Ammiraglio di divisione nel 1934, fu posto al comando della 5ª Divisione navale, con insegna sull'incrociatore Alberico da Barbiano.
Promosso ammiraglio di squadra nel settembre 1935, assunse nello stesso mese la carica di comandante in capo del Dipartimento militare marittimo di La Spezia, ove si spense improvvisamente dopo breve malattia il 21 dicembre 1935.